# ضياء (اسم)
ضياء هو اسم علم مذكر ومؤنث من أصلٍ عربيٍ، ومعناه هو النور والإشراق، وهو مصدر الفعل ضاء يضوء.

## شخصيات تحمل الاسم
- ضياء الدين المقدسي (11 يناير 1174 – 8 نوفمبر 1245)
- ضياء الدين النخشبي (كاتب إيراني، القرن 14[3][4] – 1350[4])
- ضياء الدين برني (1285[5] – 1357)
- ضياء الدين سردار (صحفي من المملكة المتحدة، 31 أكتوبر 1951 – )
- ضياء الدين يوسفزي (دبلوماسي باكستاني، يناير 1969 – )
- ضياء الرحمن (سياسي بنغلاديشي، 19 يناير 1936[6][7] – 30 مايو 1981[7])
- ضياء باشا (1825[8][9] – 17 مايو 1880)
- ضياء عربشاهي (لاعب كرة قدم إيراني، 1960 – )
- ضياء كوك ألب (23 مارس 1876[10] – 25 أكتوبر 1924[10])
- ضياء محي الدين (ممثل باكستاني، 20 يونيو 1933 – )
- ضياء الخيون مسؤول مصرفي عراقي.
- ضياء الدين سلام ( احمض شخص عرفته البشرية)

## وصلات خارجية
- موسوعة السلطان قابوس لأسماء العرب نسخة محفوظة 5 أبريل 2019 على موقع واي باك مشين.